# Тамаоки, Момо
Момо Тамаоки (яп. 玉置 桃; род. 16 сентября 1994) — японская дзюдоистка, пятикратная чемпионка мира, двукратная чемпионка Азиатских игр, чемпионка Азии.

## Биография
В 2015 году японская дзюдоистка Момо Тамаоки представляла свою страну в весовой категории до 57 килограммов на чемпионате Азии в Эль-Кувейте, где стала чемпиокой, победив в финале спортсменку из Тайваня.
На Азиатских играх 2018 года, которые состоялись в Индонезии в Джакарте, в весовой категории до 57 кг, а также в смешанном командном турнире, Момо стала двукратной чемпионкой Азиатских игр.
В 2018 году на чемпионате мира, который состоялся в Баку, японская спортсменка в смешанном командном турнире, в составе сборной Японии стала обладателем золотой медали. Через год, на турнире в Токио, повторила свой успех, вновь выступив в смешанном командном турнире.
На чемпионате мира 2021 года, который проходил в Венгрии в Будапеште, в июне, Момо завоевала серебряную медаль в весовой категории до 57 кг, уступив в финале канадской дзюдоистке Джессике Климкейт.
Весной 2024 года на предолимпийском чемпионате мира, который состоялся в Объединённых Арабских Эмиратах, Момо завоевала бронзовую медаль, в поединке за третье место она победила спортсменку из Монголии Энхрийлэн Лхагватогоогийн. В смешанном командном турнире также завоевала золотую медаль. 
В июне 2025 года на чемпионате мира в Будапеште в весовой категории до 57 кг завоевала серебряную медаль. В схватке за титул уступила сопернице из Грузии Этери Липартелиани.